# Barão de Cimbres
Barão de Cimbres é um título criado por D. Pedro II do Brasil por decreto de 2 de dezembro de 1854, em favor a Domingos Malaquias de Aguiar Pires Ferreira.
Titulares
1. Domingos Malaquias de Aguiar Pires Ferreira;
2. Cândido Xavier Pereira de Brito.